# Sematophyllum tenuirostre
Sematophyllum tenuirostre là một loài Rêu trong họ Sematophyllaceae. Loài này được (Hook.) Dixon miêu tả khoa học đầu tiên năm 1937.